# Podocarpus loderi
Podocarpus loderi là một loài thực vật hạt trần trong họ Thông tre. Loài này được Cockayne miêu tả khoa học đầu tiên năm 1932.